# 倉岡水巴
倉岡 水巴（くらおか みずは、6月21日 - ）は、日本の女性声優、アイドルであり、デジタル声優アイドルグループ22/7（ナナブンノニジュウニ）の元メンバー。滋賀県出身。血液型はO型。

## 略歴
- 2016年
  - 12月24日 - 応募総数10,325名の中から[2]、22/7最終オーディションに合格。エントリーナンバーは21番であった[注 1]。
- 2017年
  - 3月3日 - 「私たちの名付け親になってください」SHOWROOM配信で、名前を募集[4]。
  - 3月4日 - メンバー名発表SHOWROOM配信で、名前が「倉岡水巴」に決定[注 2]。
  - 5月15日[6] - 配役決定生電話SHOWROOM配信で、22/7のキャラクターの河野都の声優を担当することが正式に決定。それに伴い素顔が初公開された。
  - 9月20日 - 22/7の1stシングル「僕は存在していなかった」でメジャーデビュー。
- 2018年
  - 7月7日 - 自らが声優を務める河野都として出演する『22/7 計算中』が放送開始。
  - 9月6日 - ナレーションを務めた「京まふ2018」のCMがローソン＆ファミリマートにて放送[7]。
  - 9月20日 - 河野都としてバーチャルYouTuberデビュー[8]。
  - 9月26日 - 出演した中外製薬 関節リウマチ疾患啓発アニメ『メガネの魔法』公開[9]
- 2020年
  - 2月24日 - 体調不良のため休養することが告知された。
  - 9月20日　-『Anniversary Live 2020』にて活動復帰。

- 2021年
  - 9月30日　2021年11月末を以て「22/7」を卒業。

## 人物
愛称は「みずは」「みずはん」。趣味はアニメ鑑賞、関西しか見られない深夜番組を見ること、お笑いDVD鑑賞。特技はクラリネット、ものまね、お餅を丸めること。
中学生時に、当時高校生でアニメに出演していた瀬戸麻沙美の演技に感動し声優を目指した。親には声優になる事を反対されていたが、このオーディションで最後にするからと頼み、受けさせてもらった。
関西ローカルの深夜帯の番組が好きであり、中でも今田耕司の『今ちゃんの「実は…」』（朝日放送テレビ）が一番好き。
ラジオへの憧れから高校時代に所属していた放送部では「DJ阿弥陀如来」と自称して活動。鷲崎健と『鷲崎健のヨルナイト×ヨルナイト』（超!A&G+・ニコニコ生放送）のファンであり、『電波諜報局』（ニコニコ生放送）での日笠陽子と鷲崎健のトークを見て、こんな声優になりたい！鷲崎健のようになりたい！と思った。

## 出演
太字はメインキャラクター。キャラクター・河野都としての出演は22/7 (アイドルグループ)を参照。

### テレビアニメ
2017年
- DIVE!!（小学生）※くらを名義

2018年
- はるかなレシーブ（女子2）※くらを名義

2020年
- 22/7（河野都）

2021年
- 擾乱 THE PRINCESS OF SNOW AND BLOOD（少年）

### Webアニメ
- 中外製薬 関節リウマチ疾患啓発アニメ メガネの魔法（2018年、ノゾミ[14]）

### テレビ
- 22/7 計算中（2018年7月7日 - 2021年11月27日、河野都） - season3まで[注 3]
- 「センコロール コネクト」公開記念特番（2019年7月6日、ナビゲーター[15]）
- 22/7 検算中（2021年1月9日 - 3月27日）

### ラジオ
- 22/7（ナナブンノニジュウニ） 割り切れないラジオ（2017年4月9日 - 2018年7月1日、超!A&G+） -  不定期[16]
- くらてん！（2019年4月7日 - 2020年3月29日、超!A&G+） - MC[17]
- 22/7 割り切れないラジオ+（2020年4月4日 - 、超!A&G+） - 不定期
- 鷲崎健のヨルナイト×ヨルナイト（2019年8月・2021年1月・月曜アシスタント、超!A&G+）
- キャッチ！（2021年5月 - 、エフエム滋賀） - 毎月第4木曜「アーティストをキャッチ！」担当

### ゲーム
- 22/7 音楽の時間（河野都[18]）

### その他
- 22/7（河野都）